# Quatro Águas
Quatro Águas, pequena localidade na Ria Formosa perto de Tavira, cujo cais permite o acesso de barco à Ilha de Tavira